# منكسفة خماسية العروق
منكسفة خماسية العروق (الاسم العلمي:Eclipta quinquenervis) هي نوع غير مؤكد من النباتات تتبع جنس المنكسفة من الفصيلة النجمية.